# Acanthus spinosus
El acanto espinoso o branca espinosa (Acanthus spinosus) es una especie vegetal perteneciente a la familia Acanthaceae. Se encuentra en el Norte de África y  Europa Meridional.

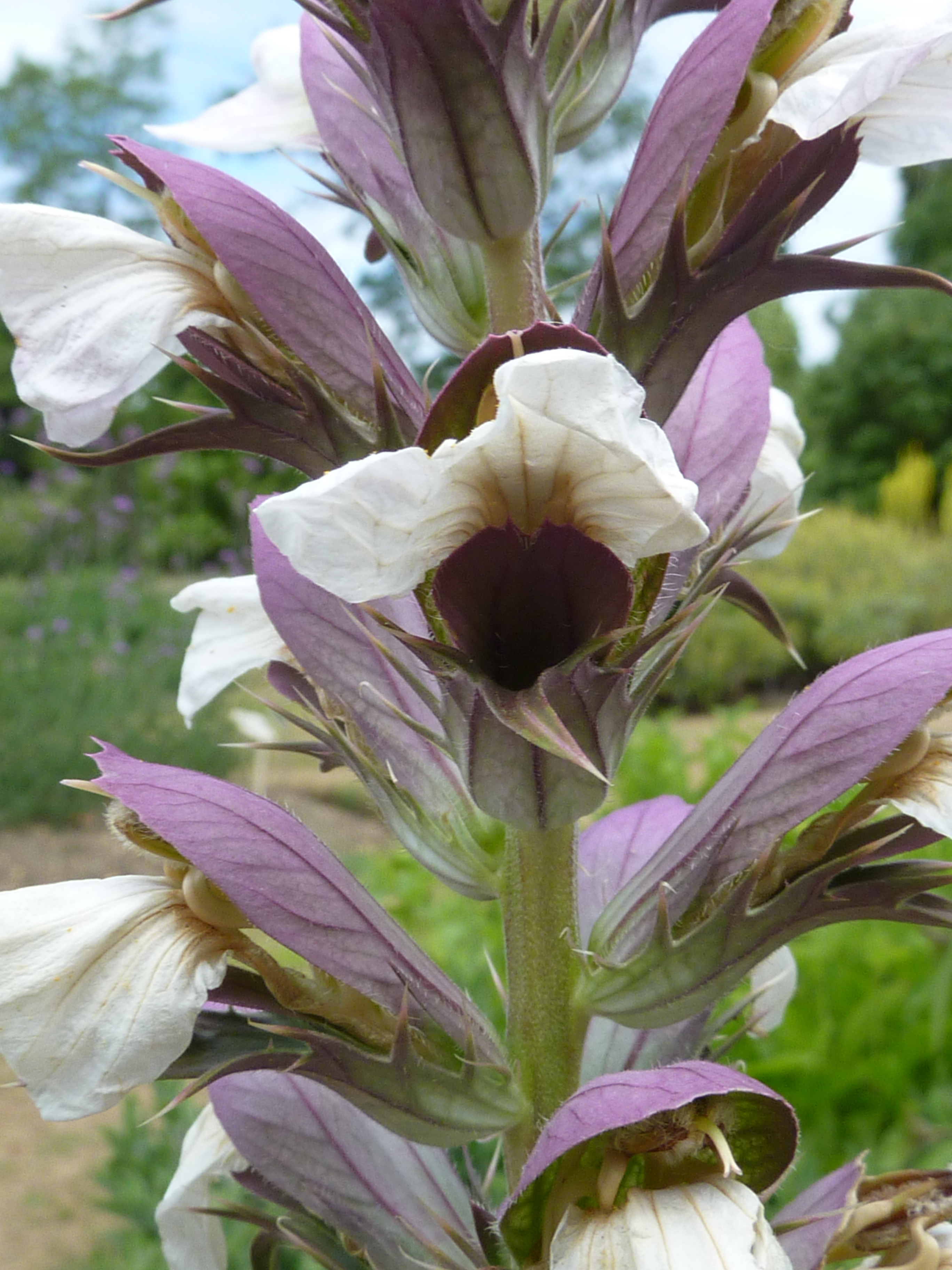
Flores.

## Descripción
Es una  planta herbácea perennifolia de aspecto llamativo. Alcanza los 1,5 m de altura y 90 cm de ancho. Tiene las hojas largas y arqueadas de color verde oscuro brillante, con divisiones triangulares agudas, dentadas y espinosas. La espina es de color blanquecino y se sitúa en la extremidad de la hoja. Las flores se producen en altas inflorescencias en forma de espigas rígidas.

## Taxonomía
Acanthus spinosus fue descrita por el científico, naturalista, botánico y zoólogo sueco Carlos Linneo y publicado en Species Plantarum 2: 639 (as "939"), en el año 1753.
Etimología
- Acanthus: del Latín acanthus que proviene del griego ἄκανθα ‘planta espinosa’, probablemente por composición del latín acer ‘punzante’ y  ἄνθος anthos ‘flor’. Virgilio emplea el vocablo en las Geórgicas (4, 123) y Plinio el Viejo describe dos especies en su Naturalis Historia (22, XXXIV, 76): el Acanthus spinosus L. y el Acanthus mollis L.: «A esta la llaman algunos paederos y otros melamphyllos. Sus raíces son excelentes para las quemaduras y las luxaciones» («quod aliqui paederota vocant, alii melamphyllum. huius radices ustis luxatisque mire prosunt»).[2][3][4]

- spinosus: epíteto latino que significa ‘con espinas’.[5]

sinonimia
- Acanthus caroli-alexandri Hausskn.
- Acanthus spinosissimus Pers.
- Acanthus spinulosus Host[6]